# Hôtel Fort Garry
L'Hôtel Fort Garry est un hôtel situé à Winnipeg, au Canada. 

## Histoire
L'établissement est de type château canadien et a été construit entre 1911 et 1913 par la Grand Trunk Pacific Railway. Haut d'une dizaine d'étages, il était la plus haute structure de la ville à son inauguration. Il comprend 330 chambres, 2 restaurants au rez-de-chaussée, un bar, un café et une salle de bal et de banquet au septième étage. 
L'hôtel, surnommé La Grande Dame dans les années 1920 et 1930, devient l'un des plus prestigieux du Manitoba. Il est vendu pour 2,4 millions de dollars canadiens en juin 1979 à une riche famille de Winnipeg. 
En 1981, l'hôtel est désigné comme un lieu historique national du Canada.
Le 26 janvier 1987, il est fermé. Il est racheté par Raymond Malenfant la même année. Ce dernier commence à le rénover en 1988 en y investissant 10 millions de dollars.